# Ramondija
Ramondija (lat. Ramonda), biljni rod zeljastih trajnica iz porodice gesnerijevki raširen jedino u isprekidanom arealu južne Europe. Pripadaju mu najmanje tri vrste, to su: srpska ramondija u istočnoj Srbiji i susjednoj Bugarskoj; pirenejska ramondija u Pirenejskom gorju iz južne Francuske i susjedne Španjolske i Natalijina ramonda u Srbiji, Makedoniji i sjevernoj Grčkoj.
Stabljike su bezlisne, a listovi su skupljeni u prizemnoj ružici. Na vrhu stabljike su paštitasti cvatovi. Plod je tobolac s mnogo sjemenaka. Često rastu po pukotinama stijena.

## Ime
Rod je nazvan u čast Louis-Francois Èlisabeth Ramon de Carbonnièresa (1755-1827), eminentnog francuskog liječnika, botaničara i geologa. Njegova glavna zasluga je istraživanje Pirineja, gdje se nalaze neke vrste ramonde. Tipska vrsta roda je Ramonda pyreniaca, a unutarporodični položaj je: Didymocarpoid Gesneriaceae – “europski rodovi” (Weber 2004.)

## Opis
Rozetaste biljke. Listovi naizmjenični, radijalno rašireni, (pod)sjedeći ili s kratkom krilatom peteljkom, jajoliko lopatičasti do eliptični. Broj kromosoma 2n=48, ±96.
Postoje tri vrste; Ramonda myconi (Reichenbach) opisana je kao vrsta s iznimnom postojanošću unatoč drastičnim promjenama okoliša. Cvjetovi nastaju od svibnja do srpnja i hermafroditni su, samokompatibilni, ali nisu sposobni za samooprašivanje i uglavnom ih posjećuju bumbari i sirfide. Geografska rasprostranjenost su Pireneji i susjedne planine u sjeveroistočnoj Španjolskoj i Balkanskom poluotoku. Biljke rastu u pukotinama stijena u sjenovitim i vlažnim područjima, na nadmorskoj visini od 50-2800 metara (165-9200 stopa).

## Vrste
1. Ramonda heldreichii (Boiss.) C.B.Clarke; jankeja
2. Ramonda myconi (L.) Rchb.; pirenejska ramondija
3. Ramonda nathaliae Pančić & Petrović; Natalijina ramonda
4. Ramonda serbica Pančić; srpska ramondija